# ألكسندرا جونز
ألكسندرا جونز (بالإنجليزية: Alexandra Jones)‏ هي عالمة آثار أمريكية، ولدت في 1977 في واشنطن العاصمة في الولايات المتحدة.